# Annesley
Annesley är en civil parish i Ashfield, Storbritannien.   Den ligger i grevskapet Nottinghamshire och riksdelen England, i den södra delen av landet, 190 km norr om huvudstaden London. Orten har 1 162 invånare (2011). Byn nämndes i Domedagsboken (Domesday Book) år 1086, och kallades då Aneslei.